# Georg Wilhelm Röder
Georg Wilhelm Röder (* 25. Oktober 1795 in Kaub; † 20. Dezember 1872 in Fulda) war ein deutscher Soldat, Lehrer, Autor, Herausgeber und Schulinspektor.

## Leben und Werk
Röder absolvierte in Wetzlar das Gymnasium und meldete sich 1815 freiwillig in das nassauische Regiment. Röder kämpfte in der Folge gegen die Franzosen bei Ligny und in der Schlacht bei Waterloo. Für seine Tapferkeit wurde er ausgezeichnet. Von 1816 bis 1819 studierte Röder an der Universität Jena Theologie, Philosophie und Pädagogik. Während seines Studiums wurde er Mitglied der Urburschenschaft, deren Ausschuss er von 1818 bis 1819 angehörte. Als Burschenschafter beteiligte er sich auch am Wartburgfest.
Als Röder Deutschland verlassen musste, flüchtete er in die Schweiz und wirkte auf Empfehlung des Herzogs von Weimar am Landsitz Mariahalden bei Erlenbach bei der Familie des Karl Christian Ernst von Bentzel-Sternau als Hauslehrer. Dort besuchten ihn 1820 Johann Caspar von Orelli und Karl Völker und empfahlen Röder als Lehrer an die evangelische Kantonsschule Chur. Röder unterrichtete von 1820 bis 1839 Deutsch, Geschichte, Geographie und Kirchengeschichte. Zudem leitete er als Nachfolger von Völker von 1824 bis 1830 den Turnunterricht.
Röder erhielt 1827 das Kantonsbürgerrecht und das Bürgerrecht des Gotteshausbundes. Auf Grund von Schikanen und Anfeindungen entschloss sich Röder 1838 die ihm angebotene Stelle eines Schulinspektors in der Stadt Hanau bei Frankfurt anzunehmen. Wegen des reaktionären hessischen Ministers Hassenpflug musste Röder 1850 eine Gehaltsreduktion hinnehmen und wurde 1865 nach Fulda versetzt, wo er in gleicher Eigenschaft als Inspektor sämtlicher Schulen tätig war. Vier Jahre später trat er altershalber aus dem Schuldienst aus.
Röder war ein Mitbegründer der Geschichtsforschenden Gesellschaft und der Naturforschenden Gesellschaft Graubünden. Röder verfasste zahlreiche Schulbücher und Schriften und wurde bekannt durch die historische, geographische und statistische Schilderung des Kantons Graubünden, die er 1838 gemeinsam mit Peter Conradin von Tscharner (1786–1841) in der Sammlung Gemälde der Schweiz herausgegeben hatte. Röder war in erster Ehe mit seiner Jugendfreundin, der aus Kaub stammenden Friederike, geborene Hess, verheiratet. Als diese 17 Jahre später starb, heiratete Röder die aus Thusis stammende Barbara, geborene Mangold. Sein Schwiegersohn war Dietrich Jecklin.